# Anerkannte Regeln der Technik
Die (allgemein) anerkannten Regeln der Technik (a.a.R.d.T.) bezeichnen eine Technikklausel für den Entwurf und die Ausführung von baulichen Anlagen oder technischen Objekten. Die zugehörigen technischen Regeln müssen nicht kodifiziert sein, sind es aber in der Regel.
Es ist davon auszugehen, dass die anerkannten Regeln der Technik einem nach neuestem Erkenntnisstand vorgebildeten Techniker bekannt sind und dass sie sich aufgrund fortdauernder praktischer Erfahrung bewährt haben.
Die anerkannten Regeln der Technik sind vom Stand der Technik (europäisch auch: „Beste verfügbare Techniken“) und dem Stand von Wissenschaft und Technik zu unterscheiden. Diese Begriffe beinhalten jeweils die neuesten verfügbaren Methoden, welche sich aber bislang weder durchgesetzt noch bewährt haben.
Die allgemein anerkannten Regeln der Technik haben erhebliche Bedeutung für die Bestimmung der Soll-Eigenschaften von Sachen und als Haftungsmaßstab, insbesondere im Werkvertragsrecht bei Bauleistungen gem. § 13 Abs. 1 Satz 2 VOB/B.

## Inhaltsbestimmung
Historisch geht die Inhaltsbestimmung der anerkannten Regeln der Technik auf die Rechtsprechung des Reichsgerichts zum Baustrafrecht (heute insbesondere § 319 StGB) zurück, wonach eine Regel dann allgemein anerkannt ist, wenn sie die ganz herrschende Ansicht der technischen Fachleute darstellt. Das ist der Fall, wenn sie nicht nur allgemeine wissenschaftliche Anerkennung gefunden, sondern sich auch praktisch bewährt hat.

## Konkretisierung
Insbesondere für schriftlich niedergelegte technische Regelwerke besteht eine (durch Zeitablauf widerlegliche) Vermutung der allgemeinen Anerkennung und praktischen Bewährung. Dazu zählen in Deutschland insbesondere Normen des Deutschen Instituts für Normung e. V., ETB (einheitliche technische Baubestimmungen des Instituts für Bautechnik), VDI-Richtlinien, VDE-Vorschriften, DVGW-Richtlinien sowie Herstellervorschriften und -richtlinien, in Österreich die vom Austrian Standards International veröffentlichten ÖNORMen.
Die allgemein anerkannten Regeln der Technik sind jedoch nicht identisch mit den DIN-Normen oder ÖNORMen. Nach einer Entscheidung des Bundesgerichtshofs sind DIN-Normen private technische Regelungen mit Empfehlungscharakter und können deshalb die allgemein anerkannten Regeln der Technik nicht verbindlich bestimmen. Sie können diese zwar wiedergeben, aber auch dahinter zurückbleiben. Nach einer Entscheidung des Obersten Gerichtshof spiegeln ÖNormen zwar den Stand der geltenden Regeln der Technik wider, das Nicht-Entsprechen gewisser ÖNormen alleine bedeutet aber nicht, dass dadurch dem Stand der Technik nicht genüge getan wird.
In einigen traditionellen Gewerken, die noch ausgeübt werden, wie dem Zimmererhandwerk, gibt es auch mündlich überlieferte technische Regeln.

### Definitionen
- In EN 45020 werden die anerkannten Regeln der Technik wie folgt definiert:[9]
„1.5 Anerkannte Regel der Technik -
technische Festlegung, die von einer Mehrheit repräsentativer Fachleute als Wiedergabe des Standes der Technik angesehen wird.
ANMERKUNG: Ein normatives Dokument zu einem technischen Gegenstand wird zum Zeitpunkt seiner Annahme als der Ausdruck einer anerkannten Regel der Technik anzusehen sein, wenn es in Zusammenarbeit der betroffenen Interessen durch Umfrage- und Konsensverfahren erzielt wurde. […]
3.2.1 Für die Öffentlichkeit zugängliche Normen
ANMERKUNG: Dank ihres Status als Normen, ihrer öffentlichen Zugänglichkeit und ihrer Änderung oder Überarbeitung, soweit dies nötig ist, um mit dem Stand der Technik Schritt zu halten, besteht die Vermutung, dass internationale, regionale, nationale oder Provinznormen (3.2.1.1, 3.2.1.2, 3.2.1.3 und 3.2.1.4) anerkannte Regeln der Technik sind.“
- In der CSM-Verordnung (EG) Nr. 352/2009[10] der EU-Kommission in Art. 3 Nr. 19 findet man die folgende Legaldefinition:
„‚anerkannte Regeln der Technik‘: die schriftlich festgelegten Regeln, die bei ordnungsgemäßer Anwendung dazu dienen können, eine oder mehrere spezifische Gefährdungen zu kontrollieren;“
- Im Gaswirtschaftsgesetz § 7 Begriffsbestimmungen (1) 53 findet man:
„‚Regeln der Technik‘ technische Regeln, die aus Wissenschaft oder Erfahrung auf technischem Gebiet gewonnene Grundsätze enthalten und deren Richtigkeit und Zweckmäßigkeit in der Praxis allgemein als erwiesen gelten“

## Abgrenzung der Technikstandards
Zwischen den allgemein anerkannten Regeln der Technik, dem Stand der Technik und dem Stand von Wissenschaft und Technik besteht nach der Kalkar-Entscheidung des Bundesverfassungsgerichts ein Drei-Stufen-Verhältnis.
1. Auf der untersten Stufe sind die anerkannten Regeln der Technik anzusiedeln, die allgemeinen anerkannt sein müssen und wegen dieses breiten fachlichen Konsens erst relativ spät Neuerungen und technische Fortschritte aufgreifen.
2. Dynamischer ist der Stand der Technik auf der zweiten Stufe, der auf eine solche Anerkennung verzichtet und deshalb technischen Neuerungen schneller zur Durchsetzung verhilft.
3. Der Stand von Wissenschaft und Technik hingegen umfasst die neuesten technischen und wissenschaftlichen Erkenntnisse und wird nicht durch das gegenwärtig Realisierte und Machbare begrenzt. Er ist deshalb der höchste Standard, aber auch am schwierigsten zu ermitteln, da im Einzelfall der technische und wissenschaftliche Erkenntnisstand unter Entscheidung von Streitfragen präzisiert werden muss. Er dient zugleich dem bestmöglichen Grundrechtsschutz, etwa vor den Gefahren der Kernenergie (§ 7 Abs. 2 Nr. 3, § 1 Nr. 2 Atomgesetz).

Diese Dreiteilung der Technikstandards ist mittlerweile in der Rechtswissenschaft anerkannt und auch beispielsweise Teil der österreichischen Rechtspraxis. Eine Zwei-Stufentheorie, die zwischen den anerkannten Regeln der Technik und dem Stand der Technik nicht unterscheidet oder gar eine Einheitstheorie, die überhaupt keinen inhaltlichen Unterschied machen will, haben sich nicht durchgesetzt.

## Bedeutung in verschiedenen Rechtsgebieten
Die anerkannten Regeln der Technik stellen, wie auch der Stand der Technik und der Stand von Wissenschaft und Technik, Tatsachen dar. Sie sind selbst keine Gesetze oder andere Rechtsnormen, auf sie wird allerdings von Gesetzen aus verwiesen. Ob den technischen Regeln entsprochen wurde, ist deshalb keine Rechtsfrage, sondern eine Tatsachenfrage. Das bedeutet unter anderem, dass in einem (Rechts)Streit unter Zuhilfenahme eines Sachverständigen geklärt werden muss, was diese technischen Regeln genau verlangen.

### Strafrecht
Im Strafrecht haben die anerkannten Regeln der Technik große Bedeutung als Maßstab für die Bestimmung der Pflichtwidrigkeit eines Handelns, insbesondere bei der Prüfung der Fahrlässigkeit. Die Anerkannten Regeln der Technik werden auch im § 319 Strafgesetzbuch (sogenannte Baugefährdung) erwähnt.

### Bürgerliches Recht
Im bürgerlichen Recht, insbesondere beim Werk- und beim Kaufvertrag, vereinbaren die Vertragsparteien häufig, dass die Sachleistung den anerkannten Regeln der Technik entsprechen müsse. Sofern keine ausdrückliche Vereinbarung vorliegt oder sich aus den Umständen nichts anderes ergibt, werden sie bei der Auslegung von Verträgen hinsichtlich der Soll-Eigenschaften einer Sache meist als Mindeststandard angesehen. Abweichungen sind dann ein Mangel. Beabsichtigt eine Seite Abweichungen, muss hierüber und über die Folgen in der Regel aufgeklärt werden.
Ein Beispiel für eine Vereinbarung enthält Teil B der Vergabe- und Vertragsordnung für Bauleistungen (VOB), der von den Vertragsparteien in ihren Vertrag einbezogen werden kann.
§ 4 Ausführung
2. (1) Der Auftragnehmer hat die Leistung unter eigener Verantwortung nach dem Vertrag auszuführen. Dabei hat er die anerkannten Regeln der Technik und die gesetzlichen und behördlichen Bestimmungen zu beachten. Es ist seine Sache, die Ausführung seiner vertraglichen Leistung zu leiten und für Ordnung auf seiner Arbeitsstelle zu sorgen.
§ 13 Mängelansprüche
[…] Die Leistung ist zur Zeit der Abnahme frei von Sachmängeln, wenn sie die vereinbarte Beschaffenheit hat und den anerkannten Regeln der Technik entspricht. […] 7.[…] Einen darüber hinausgehenden Schaden hat der Auftragnehmer nur dann zu ersetzen, a) wenn der Mangel auf einen Verstoß gegen die anerkannten Regeln der Technik beruht,[…]
Speziell in den Allgemeinen Vertragsbedingungen für die Ausführung von Bauleistungen wird in § 4 sowie in § 13 VOB/B wird auf die Anerkannten Regeln der Technik Bezug genommen.
Außerdem werden die anerkannten Regeln der Technik auch im bürgerlichen Recht als Maßstab für die Bestimmung der Pflichtwidrigkeit eines Handelns, insbesondere bei der Prüfung der Fahrlässigkeit, verwendet.

### Verwaltungsrecht
In zahlreichen Normen des Verwaltungsrechts wird auf die anerkannten Regeln der Technik verwiesen. Beispiele:
- Landesbauordnungen der Länder und Musterbauordnung[18]: Wenn eine DIN oder Europanorm vom Deutschen Institut für Bautechnik (DIBt) in eine der (Muster-)Listen der Technischen Baubestimmungen aufgenommen und von wenigstens einem Bundesland als „eingeführte technische Regel“ auf der Liste der landeseigenen technischen Baubestimmungen übernommen wird, gilt die Norm bauaufsichtlich als „anerkannte Regel der Technik“.
- § 55 Abs. 1 Nr. 3 Bundesberggesetz setzt für die Zulassung eines Betriebsplans die Einhaltung der anerkannten Regeln der Sicherheitstechnik voraus.
- Nach § 3 Abs. 4 Rettungsgesetz des Landes Nordrhein-Westfalen[19] müssen Notarztwagen, Rettungswagen und Krankentransportwagen in ihrer Ausstattung, Ausrüstung und Wartung den allgemein anerkannten Regeln von Medizin, Technik und Hygiene entsprechen.
- Nach § 2 Abs. 1 Eisenbahn-Bau- und Betriebsordnung (EBO) müssen Bahnanlagen und Fahrzeuge so beschaffen sein, dass sie den Anforderungen der Sicherheit und Ordnung genügen. Diese Anforderungen gelten als erfüllt, wenn die Bahnanlagen und Fahrzeuge […] den anerkannten Regeln der Technik entsprechen.

### Produktsicherheit
Im Produktsicherheitsgesetz (Deutschland), insbesondere beim Werkvertrag und beim Kaufvertrag, muss die Sachleistung bzw. das Produkt den anerkannten Regeln der Technik entsprechen, um den Nutzer vor Gefährdungen zu schützen.
Auf EU-Ebene wird dies in der Richtlinie 2001/95/EG über die allgemeine Produktsicherheit geregelt, welche in Deutschland durch das Produktsicherheitsgesetz und den vorangegangenen Verordnungen umgesetzt werden. Um ein sicheres Produkt gemäß den anerkannten Regeln der Technik herzustellen, müssen harmonisierte Normen berücksichtigt werden, wie in § 2 Abs. 14 gefordert. Der § 4 des Produktsicherheitsgesetzes definiert die Vermutung, dass ein Produkt nach den anerkannten Regeln der Technik sicher ist, wenn es unter Einhaltung der Normen von DIN, EN sowie ISO hergestellt worden ist.
Gefährdungen von Personen gehen von Gefahrstoffen und von Produkten aus. Bei Gefahrstoffen ist deren Kennzeichnung im von der UN erarbeiteten GHS geregelt und die entsprechende Kennzeichnung auf Verpackungen erfolgt nach dem internationalen GHS-System. Die Verordnungen REACH und CLP regeln den Umgang innerhalb der EU. Gefährdungen, die von einem Gefahrstoff ausgehen, sind auf den Verpackungen und im Sicherheitsdatenblatt genannt. Die hierbei vorgeschriebenen Signalwörter sind, je nach Gefahrgutklasse, Gefahr und Achtung.
Gefährdungen durch Produkte können, sofern sie nicht konstruktiv vermeidbar sind, beim Umgang mit ihnen auftreten. Diese müssen nach einer Risikobeurteilung gemäß EN ISO 12100 in einer Gebrauchsanleitung beschrieben und davor gewarnt werden, wie in der Norm IEC/IEEE 82079-1 geregelt. Hierzu dienen Warn- und Sicherheitshinweise, denen je nach Gefährdungsgrad die Signalwörter Gefahr, Warnung oder Vorsicht sowie ein Sicherheitskennzeichen vorangestellt werden müssen.
Der Hersteller eines Produktes oder eines Gefahrstoffes, sowie der Händler sind für die Produktsicherheit verantwortlich, siehe Kapitel II der Produktsicherheitsrichtlinie. In Artikel 3 (2) wird explizit auf europäische oder nationale Normen hingewiesen. In Artikel 3 (2e) heißt es "e) der derzeitige Stand des Wissens und der Technik,". Dies ist ein Verweis auf die Anerkannten Regeln der Technik. In EU-Richtlinien kann nicht der gleiche Wortlaut der einzelnen Gesetze der Nationalstaaten benutzt werden. Die Harmonisierung der nationalstaatlichen Gesetze ist in Neues Konzept für die Produktkonformität in der Europäischen Union beschrieben.
Entspricht ein Produkt den europäischen und nationalen Normen, muss der Hersteller oder Inverkehrbringer ein CE-Kennzeichen an das Produkt anbringen. In Deutschland kann zusätzlich noch das Geprüfte Sicherheit GS-Kennzeichen angebracht werden.